# Pelastoneurus bifarius
Pelastoneurus bifarius är en tvåvingeart som beskrevs av Becker 1922. Pelastoneurus bifarius ingår i släktet Pelastoneurus och familjen styltflugor. Inga underarter finns listade i Catalogue of Life.